# Весёлые времена в школе Риджмонт
«Весёлые времена в школе Риджмонт» / «Как быстро летит время в школе Риджмонт Хай» / «Беспечные времена в „Риджмонт Хай“» (англ. Fast Times at Ridgemont High) — молодёжная комедия Эми Хекерлинг, вышедшая на экраны США в августе 1982 года. Снята по мотивам книги Кэмерона Кроу, родившейся в результате наблюдений за буднями старшеклассников Лос-Анджелеса.
Картина считается прототипом жанра молодёжной секс-комедии, получившего широкое распространение в 1990-е и 2000-е годы: это первый фильм такого рода, удостоенный включения в Национальный реестр фильмов. Комедия входит в список 100 самых смешных американских фильмов за 100 лет по версии AFI.

## Сюжет
Перешагнув порог 15-летия, Стэйси (Дженнифер Джейсон Ли) устраивается работать в кафе на верхнем этаже крупного торгового центра и при поддержке более опытной подруги пытается обзавестись бойфрендом. О девушке вздыхает Марк (Брайан Бэкер) — билетёр из кинотеатра, расположенного напротив.
Устав от его патологической нерешительности, Стэйси пытается сблизиться с Дэймоном (Роберт Романус) — самоуверенным напарником Марка по работе в кинотеатре и его советчиком в амурных делах. После мимолётного свидания с ним она обнаруживает, что «залетела»… Через несколько недель Стэйси сделала аборт.
Параллельно показаны многие забавные эпизоды из жизни других старшеклассников, в том числе злоключения с работой, которые выпадают на долю старшего брата Стэйси, Брэда (Джадж Рейнхолд), и затяжной конфликт незадачливого сёрфера Спикколи (Шон Пенн) с чопорным преподавателем истории (Рэй Уолстон).

## В ролях
- Шон Пенн — Джеффри «Джефф» Спиколи
- Дженнифер Джейсон Ли — Стейси Гамильтон
- Джадж Рейнхольд — Брэдли «Брэд» Гамильтон
- Роберт Романус[англ.] — Майк Деймон
- Брайан Бэкер[англ.] — Марк «Крыса» Ратнер
- Фиби Кейтс — Линда Барретт
- Рэй Уолстон — Мистер Хэнд
- Скотт Томсон — Арнольд
- Винсент Скьявелли — мистер Варгас
- Аманда Висс — Лиза
- Д. У. Браун[англ.] — Рон Джонсон
- Форест Уитакер — Чарльз Джефферсон
- Келли Марони — Синди
- Том Нолан — Деннис Тейлор
- Блэр Эшли[англ.] — Пэт Бернардо
- Эрик Штольц — Стоунер Бад
- Стэнли Дэвис — младший брат Джефферсона
- Джеймс Руссо — грабитель
- Джеймс Бершад — Грег
- Николас Кейдж — приятель Брэда (в титрах указан как Николас Коппола)
- Реджинальд Фармер — заместитель директора

## Значение
За время кинопроката фильм заработал 3,25 млн $ против 27 млн, которые принёс его показ по кабельному телевидению в последующие годы. Такая долгоиграющая популярность связана с тем, что фильм на редкость точно запечатлел атмосферу американской старшей школы начала 1980-х. На саундтреке отметились многие подростковые кумиры того времени, в том числе Джексон Браун с хитом Somebody’s Baby.
Роль в фильме сделала звездой Дженнифер Джейсон Ли и послужила удачной стартовой площадкой для двух обладателей «Оскара» за лучшую мужскую роль — это Шон Пенн (его актёрская работа стала легендой) и Форест Уитакер. Кроме того, свои первые (хотя очень эпизодические) роли в кино здесь сыграли Эрик Штольц и ещё один «оскароносец» — Николас Кейдж. Выход из бассейна Фиби Кейтс в красном бикини журналом Time был назван одним из самых примечательных появлений бикини в поп-культуре.
Хотя авторитетные кинокритики вроде Роджера Эберта были шокированы откровенностью отдельных сцен, успех фильма привёл к созданию рассчитанного на подростковую аудиторию телесериала Fast Times, за которым потянулись и другие, как, например, «90210». Во многих из них можно встретить отсылки к фильму 1982 года. Название фильма было переиначено в одном из эпизодов «Гриффинов» — «Fast Times at Buddy Cianci Jr. High», а также в рассказе Вернора Винджа «Fast Times at Fairmont High».